# Robert Stewart (wicehrabia Castlereagh)
Robert Stewart, 2. markiz Londonderry KG, GCH (ur. 18 czerwca 1769 w Dublinie, zm. 12 sierpnia 1822 w Loring Hall w Kencie) – brytyjski arystokrata i polityk, minister spraw zagranicznych Wielkiej Brytanii w latach 1812-1822. Uczestnik kongresu wiedeńskiego. Od 1796 nosił tytuł wicehrabiego Castlereagh i pod tym mianem przeszedł do historii.

## Życiorys

### Początki kariery
Urodził się jako najstarszy syn Roberta Stewarta, 1. markiza Londonderry, i lady Sarah Seymour, córki 1. markiza Hertford. Wykształcenie odebrał w Szkole Królewskiej w Armagh, później przez rok uczęszczał do St John’s College na Uniwersytecie Cambridge. Władał biegle francuskim i łaciną. W 1790 został wybrany do irlandzkiego parlamentu z okręgu County Down. Należał wtedy do partii wigów i wspierał postulaty reformy wyborczej i równouprawnienia katolików. Nie brał jednak aktywnego udziału w pracach parlamentarnych, gdyż odbywał w tym czasie służbę wojskową. W 1794 został wybrany do brytyjskiej Izby Gmin z okręgu Tregony. Rok później opuścił wigów i przyłączył się do torysów. Pozostał jednak wierny programowi reform i równouprawnienia. W latach 1796–1797 reprezentował w Izbie Gmin okręg wyborczy Orford.
9 czerwca 1794 w Londynie poślubił słynną z urody lady Amelię Anne Hobart (ur. 20 lutego 1772, zm. 12 lutego 1829), córkę Johna Hobarta, 2. hrabiego Buckinghamshire i Caroline Conolly, córki Williama Conolly’ego. Robert i Amelia tworzyli zgodną i kochającą się parę, ale nie doczekali się razem potomstwa.
W 1797 został Głównym Sekretarzem Irlandii. Rok później odegrał znaczącą rolę w stłumieniu powstania w Irlandii, dzięki jego pomysłowi amnestii dla sympatyków ruchu z warstw niższych, a skupieniu się na przywódcach powstania. W następnych latach przekonywał irlandzkich i brytyjskich parlamentarzystów do podpisania aktu unii włączającego Irlandię do Korony brytyjskiej. Jego działania zostały uwieńczone sukcesem w 1801, kiedy to obydwa Parlamenty przyjęły Akt Unii, tworząc Zjednoczone Królestwo Wielkiej Brytanii i Irlandii (United Kingdom of Great Britain and Ireland). Lord Castlereagh powrócił do parlamentu w 1801 jako reprezentant okręgu Down. Okręg ten reprezentował do 1805.
Działania lorda Castlereagha spotykały się z nieufnością czołowych brytyjskich polityków i samego króla Jerzego III, gdyż Stewart, w zamian za poparcie projektu unii, obiecał irlandzkim katolikom uzyskanie praw wyborczych. Kiedy ten fakt wyszedł na jaw, król Jerzy, chcąc zablokować ten pomysł, powołał na stanowisko premiera Henry’ego Addingtona, przeciwnika równouprawnienia katolików. Addington zastąpił Williama Pitta Młodszego, który wspierał emancypacyjne dążenia Castlereagha. Ten ostatni, w ramach protestu, zrezygnował ze stanowiska Głównego Sekretarza Irlandii.

### Działalność w dyplomacji
Kiedy spory o równouprawnienie katolików przycichły, Castlereagh wrócił do gabinetu, obejmując stanowisko przewodniczącego Rady Kontroli. Kiedy w 1804 na stanowisko premiera powrócił Pitt Młodszy, Castlereagh został mianowany ministrem wojny i kolonii. W styczniu 1806 uzyskał mandat z okręgu Boroughbridge, ale jeszcze w tym samym roku zmienił okręg na Plympton Erle. Po śmierci Pitta (1806) na rok wycofał się z polityki, po czym ponownie objął stanowisko ministra wojny i kolonii w gabinecie księcia Portland. Na tym stanowisku utrzymał się do 1809, kiedy to po fiasku ekspedycji lorda Chathama do Belgii i sporach z ministrem spraw zagranicznych, George’em Canningiem (z którym stoczył nawet pojedynek na pistolety), został zmuszony do rezygnacji.
W 1812 uzyskał mandat z okręgu Clitheroe, ale zdecydował się ponownie reprezentować okręg Down. W tym samym roku powrócił do rządu na stanowisko ministra spraw zagranicznych. Został także przewodniczącym Izby Gmin. Z ramienia Wielkiej Brytanii uczestniczył w podpisywaniu traktatu paryskiego w 1814 oraz brał udział w obradach kongresu wiedeńskiego, będąc jednym z współtwórców systemu kongresowego. System ten załamał się już po 10 latach, wskutek różnic między Zjednoczonym Królestwem, Austrią i Rosją, a także przez niewielkie poparcie dla tej idei w samej Wielkiej Brytanii.
Lord Castlereagh nie był dobrym mówcą, a jego polityka zagraniczna była niezrozumiała dla ówczesnego Anglika. Wbrew brytyjskiej tradycji politycznej, Castlereagh dążył do wzrostu zaangażowania Wielkiej Brytanii w sprawy kontynentu. Był jednak ceniony jako człowiek uczciwy i konsekwentny. Jego polityka wspierania konserwatyzmu na kontynencie nie jednała mu jednak sympatii na Wyspach, gdzie był bardzo niepopularny. Przyczyniała się do tego również jego działalność jako przewodniczącego Izby Gmin, gdzie bronił niepopularnej i represyjnej polityki ministra spraw wewnętrznych lorda Sidmoutha, zwłaszcza po maskarze Peterloo. Castlereagh bronił (razem z Sidmouthem i premierem, lordem Liverpoolem) ustaw zabraniających radykalnych wieców. Bronił też rządowego pomysłu zwiększania ceł i podatków. Powodowało to, że lord Castlereagh był wygwizdywany ilekroć pokazywał się na ulicy.

### Śmierć

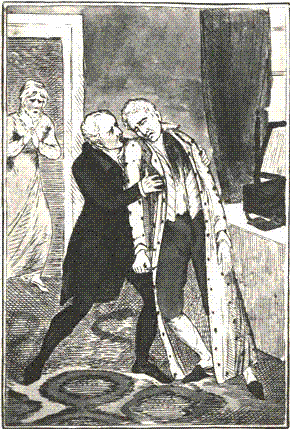
Samobójstwo lorda Londonderry

W 1821 zmarł ojciec Castlereagha. Lord odziedziczył tytuł 2. markiza Londonderry. Ponieważ tytuł ten był kreowany w parostwie Irlandii, nowy markiz nie miał prawa do zasiadania w brytyjskiej Izbie Lordów. Pozostał więc w Izbie Gmin, reprezentując od 1821 okręg wyborczy Orford.
W tym czasie zaczął zdradzać objawy paranoi. 8 sierpnia 1822 roku na audiencji u Jerzego IV powiedział królowi, że padł ofiarą szantażu. Jestem oskarżony o takie same przestępstwo jak biskup Clogher – powiedział (biskup Clogher, Percy Jocelyn, został przyłapany z opuszczonymi spodniami na tyłach domu publicznego w towarzystwie młodego oficera). Król podobno polecił Londonderry’emu wizytę u lekarza. Markiz wrócił później do swojej wiejskiej rezydencji w Kencie, gdzie 12 sierpnia poderżnął sobie gardło brzytwą do golenia.
Były kontrowersje, czy lorda Londonderry można jako samobójcę pochować na poświęconej ziemi. Radykalni konserwatyści domagali się, zgodnie ze starym prawem, pochowania lorda na skrzyżowaniu dróg. Ostatecznie jednak 20 sierpnia odbył się pogrzeb Londonderry’ego. Jego zwłoki spoczęły w opactwie westminsterskim, niedaleko Williama Pitta Młodszego. W 1850, brat i następca Roberta Stewarta, Charles Vane, 3. markiz Londonderry, postawił pomnik swojemu przyrodniemu bratu.
Robert Stewart był kawalerem Orderu Podwiązki, kawalerem Krzyża Wielkiego Orderu Gwelfów oraz członkiem Tajnej Rady.